# Liste der preußischen Außenminister
Dies ist die Liste der Außenminister Preußens.

## Liste
| Name                                                 | Amtsantritt | Ende der Amtszeit | Bild                                 |
| ---------------------------------------------------- | ----------- | ----------------- | ------------------------------------ |
| Ewald Friedrich von Hertzberg                        | 1768        | 1791              | Ewald Friedrich von Hertzberg        |
| August Friedrich Ferdinand von der Goltz             | 1808        | 1814              |                                      |
| Karl August von Hardenberg                           | 1814        | 1818              | Karl August von Hardenberg           |
| Christian Günther von Bernstorff                     | 1818        | 1832              | Christian Günther von Bernstorff     |
| Friedrich Ancillon                                   | 1832        | 1837              | Jean Pierre Frédéric Ancillon        |
| Heinrich Wilhelm von Werther                         | 1837        | 1841              |                                      |
| Mortimer von Maltzahn                                | 1841        | 1842              |                                      |
| Heinrich von Bülow                                   | 1842        | 1845              | Heinrich von Bülow                   |
| Karl von Canitz und Dallwitz                         | 1848        | 1848              | Karl von Canitz und Dallwitz         |
| Adolf Heinrich von Arnim-Boitzenburg                 | 1848        | 1848              | Adolf Heinrich von Arnim-Boitzenburg |
| Heinrich Alexander von Arnim                         | 1848        | 1848              | Heinrich Alexander von Arnim         |
| Alexander von Schleinitz                             | 1848        | 1848              | Alexander von Schleinitz             |
| Rudolf von Auerswald                                 | 1848        | 1848              | Rudolf von Auerswald                 |
| August Hermann von Dönhoff                           | 1848        | 1848              |                                      |
| Friedrich Wilhelm von Brandenburg                    | 1848        | 1849              | Friedrich Wilhelm von Brandenburg    |
| Heinrich Friedrich von Arnim-Heinrichsdorff-Werbelow | 1849        | 1849              |                                      |
| Friedrich Wilhelm von Brandenburg (komm.)            | 1849        | 1849              | Friedrich Wilhelm von Brandenburg    |
| Alexander von Schleinitz                             | 1849        | 1850              | Alexander von Schleinitz             |
| Joseph von Radowitz                                  | 1850        | 1850              | Joseph von Radowitz                  |
| Otto Theodor von Manteuffel                          | 1850        | 1858              | Otto Theodor von Manteuffel          |
| Alexander von Schleinitz                             | 1858        | 1861              | Alexander von Schleinitz             |
| Albrecht von Bernstorff                              | 1861        | 1862              | Albrecht von Bernstorff              |
| Otto von Bismarck                                    | 1862        | 1890              | Otto von Bismarck                    |
| Herbert von Bismarck (komm.)                         | 1890        | 1890              | Herbert von Bismarck                 |
| Leo von Caprivi                                      | 1890        | 1894              | Leo Graf von Caprivi                 |
| Adolf Hermann Marschall von Bieberstein              | 1894        | 1897              | Adolf Marschall von Bieberstein      |
| Bernhard von Bülow                                   | 1897        | 1909              | Bernhard von Bülow                   |
| Theobald von Bethmann Hollweg                        | 1909        | 1917              | Theobald von Bethmann Hollweg        |
| Georg Michaelis                                      | 1917        | 1917              | Georg Michaelis                      |
| Georg von Hertling                                   | 1917        | 1918              | Georg von Hertling                   |
| Max von Baden                                        | 1918        | 1918              | Maximilian von Baden                 |